# Museu do Martírio do Beato Padre Jerzy Popiełuszko

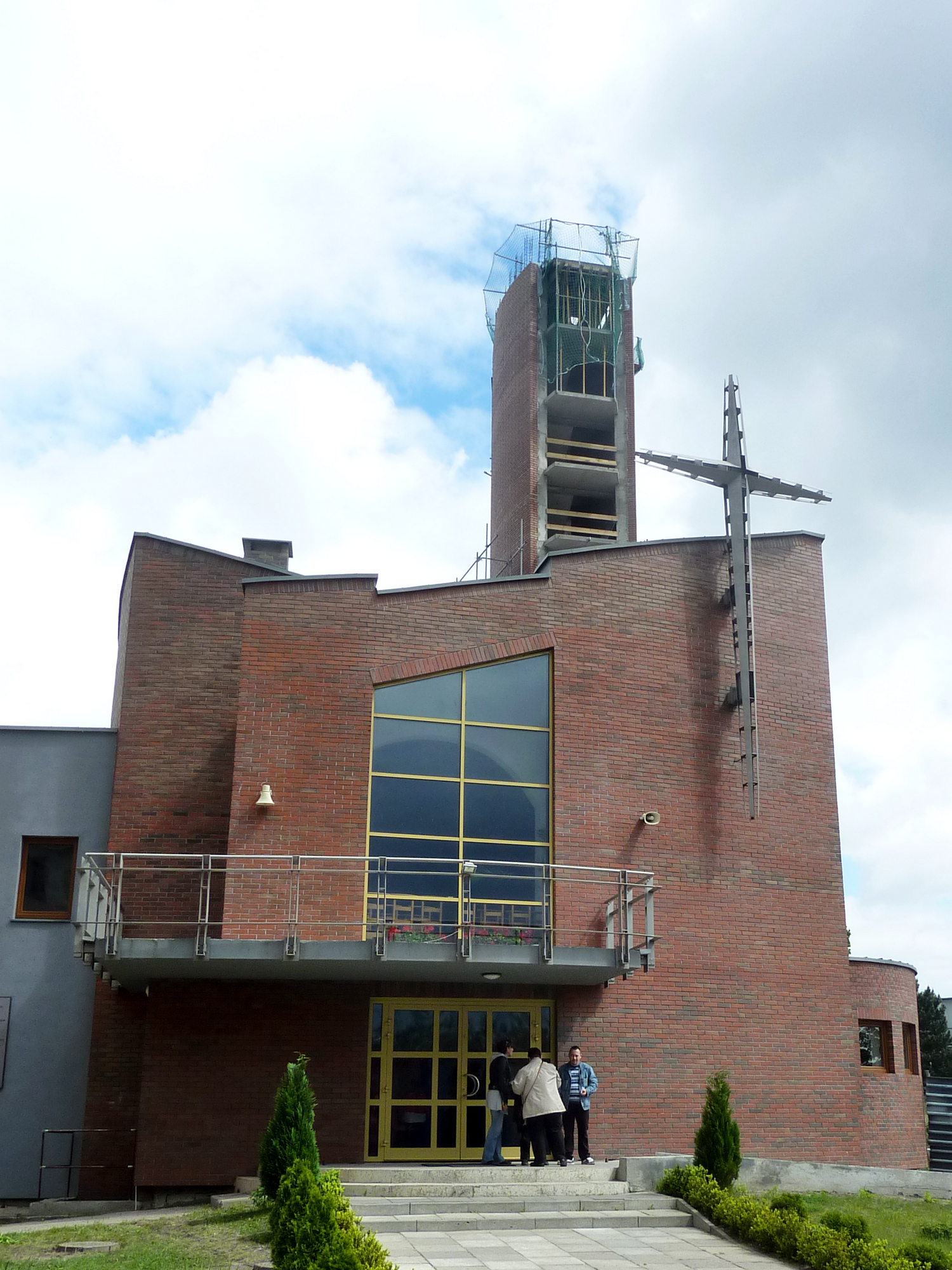
Igreja paroquial que constitui uma parte do Santuário com museu no subterrâneo

Museo de Martirio do Beato Padre Jerzy Popiełuszko  – o museu multimedial comemorando a vida, atividade e morte martiria do padre Jerzy Popiełuszko.

## Localização
O museu funciona no subterrâneo do Santuário de Martírio do Beato Padre Jerzy Popiełuszko, que está numa construção de alguns anos, perto duma barragem de Włocławek sob a rua Płocka 167A em Włocławek.

## História
Em 9 de Novembro de 1997 entrou em vigor o decreto de bispo Bronisław Dembowski que criou em Włocławek na rua Płocka a paróquia de Nossa Senhora de Fátima. A criação do novo objeto sacro foi encomendado a Assembléia de Frades Consoladores de Getsémani. Os planos aplicáveis a uma construção de igreja e centros pastorais foram aceitos pelas autoridades diocesanas e foi determinado que a Assembléia vai tentar construir a igreja paroquial com uma capela separada na qual, no futuro, será existir Santuário dedicado a vida e morte martiria de beato.
O museu foi criado como a parte do projeto realizado em Pomorze e Kujawy chamado “Caminho do martírio do Beato Padre Jerzy Popiełuszko” com a participação de recursos do Programa de Operação Regional do distrito Kujawsko-Pomorskie. A abertura solene tinha lugar 5 anos depois da beatificação do padre - no dia 7 de Junho de 2015. A assembléia de Frades Consoladores de Getsémani cuida do santuário de Martírio do Beato Padre Jerzy Popiełuszko, frade Damian M. Kosecki está um curador do museu.

## Exposições
No museu ficam 3 salas. Primeira sala apresenta a infância e juventude do padre Jerzy Popiełuszko, o corredor introduz ao entusiasmo de “Solidarność”, segunda saia - apresenta emoções ligadas a greves, missas na intenção da Pátria, apresenta período de perseguições. O última etapa e a história sobre o rapto e morte martiria padre Jerzy Popiełuszko.
As duas primeiras salas e um conjunto do cinema panorâmico, televisão, elementos de animação, som e jogo das luzes. No ecrã estão apresentados filmes, reconstruções, fragmentos do filme da longa-metragem, espetáculos com atores, matériais de arquivos polacos da crônica cinematográfica, fotografias de 3D que estão apresentadas por guia virtual do museu.
A terçeira sala é a sala interactiva com o mapa multimedial do mundo, na qual podemos ver todos lugares ligados com o Beato. Podemos aqui revisar os recursos do museu em estações multimediais.
No museu encontramos as informações sobre a vida e atividade do padre, tal como a descrição do culto do capelão de “Solidarność” depois da morte martiria.